# 時の描片 〜トキノカケラ〜/24karats -type EX-
「時の描片 〜トキノカケラ〜/24karats -type EX-」（ときのかけら/トゥエンティーフォーカラッツ タイプ イーエックス）は、EXILEの25枚目のシングル。2007年8月29日にrhythm zoneから発売。

## 概要
- 前作「SUMMER TIME LOVE」から3か月ぶりのシングル。両A面シングルは通算2作目。「CD+DVD」「CDのみ」の2形態で発売。前作同様、初回限定盤のボーナス・トラックとして第一章の曲を新録。本作では8枚目のシングル表題曲「Together」を収録。
- 初回盤CD+DVDの一部にJ Soul Brothers（二代目）の特典CDが付属された。
- 2008年3月26日発売のベスト・アルバム『EXILE CATCHY BEST』で「CATCHY BEST Version」として「時の描片 〜トキノカケラ〜」のPVが再収録された。
- 「24karats -type EX-」は、Sowelu、DOBERMAN INCとのコラボレーション企画の作品。同日発売のSoweluの16thシングル「24karats -type S-」、DOBERMAN INC.のベスト・アルバム『Best -The Past&The Future Time 4 Some Action』に「24karats-type D.I-」として、それぞれバージョン違いが収録される[7]。

## 収録曲

### CD
1. 時の描片 〜トキノカケラ〜 [4:56]
作詞・作曲：宮地大輔 / 編曲：Daisuke Miyachi、Chikara Hazama
  - フジテレビ系ドラマ『山おんな壁おんな』主題歌[8]
  - Samantha Thavasa「Samantha Tiara ジュエリー」CMソング[9]
2. 24karats -type EX- [5:20] - Sowelu, EXILE, DOBERMAN INC
作詞：STY、P-CHO、GS、TOMOGEN、KUBO-C / 作曲：Bach Logic、STY
3. 時の描片 〜トキノカケラ〜（instrumental）
4. 24karats -type EX-（instrumental）
5. Together
作詞：EXILE、Kenn Kato / 作曲：原一博 / 編曲：h-wonder
  - 8thシングル「Breezin' ～Together～」表題曲の再録バージョン

初回限定盤のみ収録。

### DVD
※CD+DVDのみ
1. 時の描片 〜トキノカケラ〜（Video Clip）
2. 24karats -type EX-（Video Clip）- Sowelu, EXILE, DOBERMAN INC

### 特典CD
※初回盤（初回出荷分）のみ
1. J.S.B. Is Back［Edit］
2. let it go［Edit］

## カバー
時の描片 〜トキノカケラ〜
- LUVandSOUL（2012年、アルバム『Harmony』収録）
- GENERATIONS from EXILE TRIBE（2021年、シングル『GENERATIONS FROM EXILE』収録）